# Starovice
Starovice é uma vila situada no distrito de Břeclav, Morávia do Sul, República Checa. Possui 818 habitantes (2009) e cobre uma área de 8.19 km².

## Informações Externas
- Escritório Estatístico Tcheco: Municipalidades de Distrito de Břeclav